# Michael Jackson and The Jackson 5
Michael Jackson and The Jackson 5 es el primer y único álbum de Michael Jackson con la discográfica Spectrum. Este recopila canciones de Michael Jackson y la banda a la que perteneció en su infancia, The Jackson Five.

## Lista de canciones
- I Want You Back
- The Love You Save
- I'll Be There
- ABC
- Rockin' Robin
- Got to Be There
- I Wanna Be Where You Are
- Ben
- Dancing Machine